# Passerelle Pérez Velasco
 (octobre 2019).
Pour les articles homonymes, voir Velasco.
La passerelle Pérez Velasco est une passerelle urbaine qui relie deux zones du centre-ville de La Paz. Elle se trouve sur l'avenue Ismael Montes et relie les voies piétonnes Evaristo Vallée, Commerce et Pichincha.
Finie en 2007, elle relie deux secteurs traditionnels de la ville qui hébergent des administrations et des commerces, et elle est largement empruntée à toute heure du jour ou de la nuit. Elle est devenue un point de rencontre.
Aux alentours de la passerelle se trouvent des importants ensembles patrimoniaux.[Lesquels ?]